# Верижна реакция (филм)
„Верижна реакция“ (на английски: Chain Reaction) е американски научнофантастичен екшън трилър от 1996 г. на режисьора Андрю Дейвис, и във филма участват Киану Рийвс, Морган Фрийман, Рейчъл Вайс, Фред Уорд, Кевин Дън и Брайън Кокс. Премиерата на филма се състои на 2 август 1996 г. в Съединените щати.